# 埃尔多拉多 (圣保罗州)
埃尔多拉多是巴西圣保罗州的一个市镇。总面积1656.728平方公里，总人口14514人，人口密度8.8人/平方公里。